# Veith von Fürstenberg
Veith von Fürstenberg (* 1947 a Minden, Renània del Nord-Westfàlia) és un productor de cinema, guionista i director de cinema alemany. Va començar la seva feina al cinema a finals dels anys seixanta. L'any 1971 va fundar amb Hark Bohm, Wim Wenders, Volker Vogeler i Hans W. Geissendörfer la distribuïdora Filmverlag der Autoren i des del 1972 juntament amb Laurens Straub en va ser director general. El 1978 va fundar la productora Genee & von Fürstenberg Filmproduktion. Va començar a treballar a l'estudi de cinema Bavaria Film l'any 1987 i fins ara ha participat en més de 100 produccions com a productor.

## Filmografia
Actor
- 1969: Brandstifter (1969)
- 1969: Die Revolte
- 1974: Okay S.I.R. – Die Laus im Pelz

Productor
- 1979: 1 + 1 = 3
- 1991: Tatort: Unter Brüdern
- 1991: Tatort: Der Fall Schimanski
- 1991: Tatort: Animals
- 1991: Polizeiruf 110: Thanners neuer Job
- 1992: Tatort: Der Mörder und der Prinz
- 1992: Tatort: Kainsmale
- 1993: Tatort: Flucht nach Miami
- 1994: Tatort: Mord in der Akademie
- 1994: Tatort: Die Frau an der Straße
- 1994: Tatort: … und die Musi spielt dazu
- 1994: Weihnachten mit Willy Wuff
- 1995: Die Sturzflieger
- 1995: Polizeiruf 110: 1A Landeier
- 1995: Tatort: Im Herzen Eiszeit
- 1995: Tatort: Die schwarzen Bilder
- 1995: Tatort: Tod eines Auktionators
- 1995: Tatort: Herz As
- 1995: Polizeiruf 110: Roter Kaviar
- 1995: Alle lieben Willy Wuff
- 1995: Weihnachten mit Willy Wuff – Eine Mama für Lieschen
- 1996: Muchas gracias, Willy Wuff
- 1996: Tatort: Der Spezialist
- 1996: Tatort: Heilig Blut
- 1996: Tatort: Das Mädchen mit der Puppe
- 1996: Tatort: Schattenwelt
- 1997: Weihnachten mit Willy Wuff – Mama braucht einen Millionär
- 1997: Tatort: Brüder
- 1997: Polizeiruf 110: Gänseblümchen
- 1997: Tatort: Bluthunde
- 1998: Polizeiruf 110: Mordsmäßig Mallorca
- 1998: Polizeiruf 110: Tod und Teufel
- 1999: Tatort: Norbert
- 1999: Tatort: Starkbier
- 2000: Tatort: Viktualienmarkt
- 2000: Polizeiruf 110: Verzeih mir
- 2000: Polizeiruf 110: La Paloma
- 2000: Polizeiruf 110: Bruderliebe
- 2001: Polizeiruf 110: Fliegende Holländer
- 2001: Polizeiruf 110: Fluch der guten Tat
- 2002: Tatort: Wolf im Schafspelz
- 2004: Tatort: Vorstadtballade
- 2004: Polizeiruf 110: Mein letzter Wille
- 2006: Tatort: Das verlorene Kind
- 2007: Tatort: Der Finger
- 2007: Tatort: Der Traum von der Au
- 2009: Tatort: Wir sind die Guten
- 2011: Tatort: Jagdzeit

Guionista
- 1971: Furchtlose Flieger
- 1974: Alice in den Städten
- 1979: Milo Milo
- 1990: Unter Brüdern

Director
- 1971: Furchtlose Flieger
- 1974: Ein bißchen Liebe
- 1981: Feuer und Schwert - Die Legende von Tristan und Isolde
- 1987: Smaragd